# Леверье (лунный кратер)
Кратер Леверье (лат. Le Verrier), не путать с кратером Леверье на Марсе, — небольшой ударный кратер в северной части Моря Дождей на видимой стороне Луны. Название присвоено в честь французского математика Урбена Жана Жозефа Леверье (1811—1877) и утверждено Международным астрономическим союзом в 1935 г.

## Описание кратера

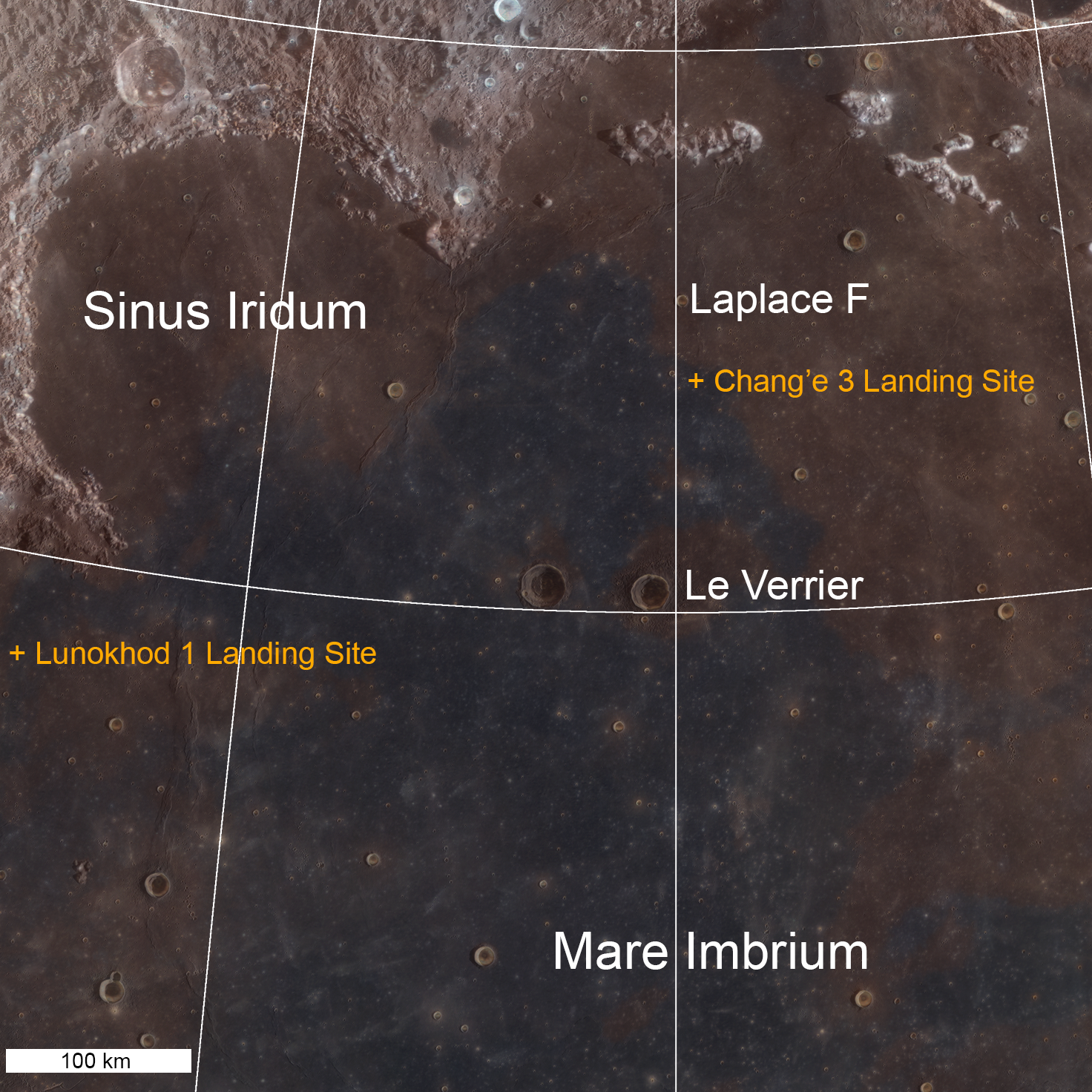
Окрестности кратера Леверье. Снимок зонда Lunar Reconnaissance Orbiter.

Ближайшими соседями кратера являются кратеры Геликон на западе и кратер Карлини на юге-юго-западе. На западе от кратера находится мыс Гераклида; на северо-западе Залив Радуги окаймленный горами Юра; на севере-северо-западе мыс Лапласа . Селенографические координаты центра кратера 40°20′ с. ш. 20°37′ з. д. / 40,33° с. ш. 20,61° з. д., диаметр 20,5 км, глубина 2,1 км.
Кратер Леверье имеет полигональную форму и практически не подвергся разрушению. Вал с четко очерченной острой кромкой и террасовидным внутренним склоном, у подножья внутреннего склона находятся осыпи пород. Высота вала над окружающей местностью достигает 780 м, объем кратера составляет приблизительно 240 км³.  Дно чаши относительно ровное, без приметных структур. По морфологическим признакам кратер относится к типу TRI (по названию типичного представителя этого класса — кратера Триснеккер).

## Сателлитные кратеры

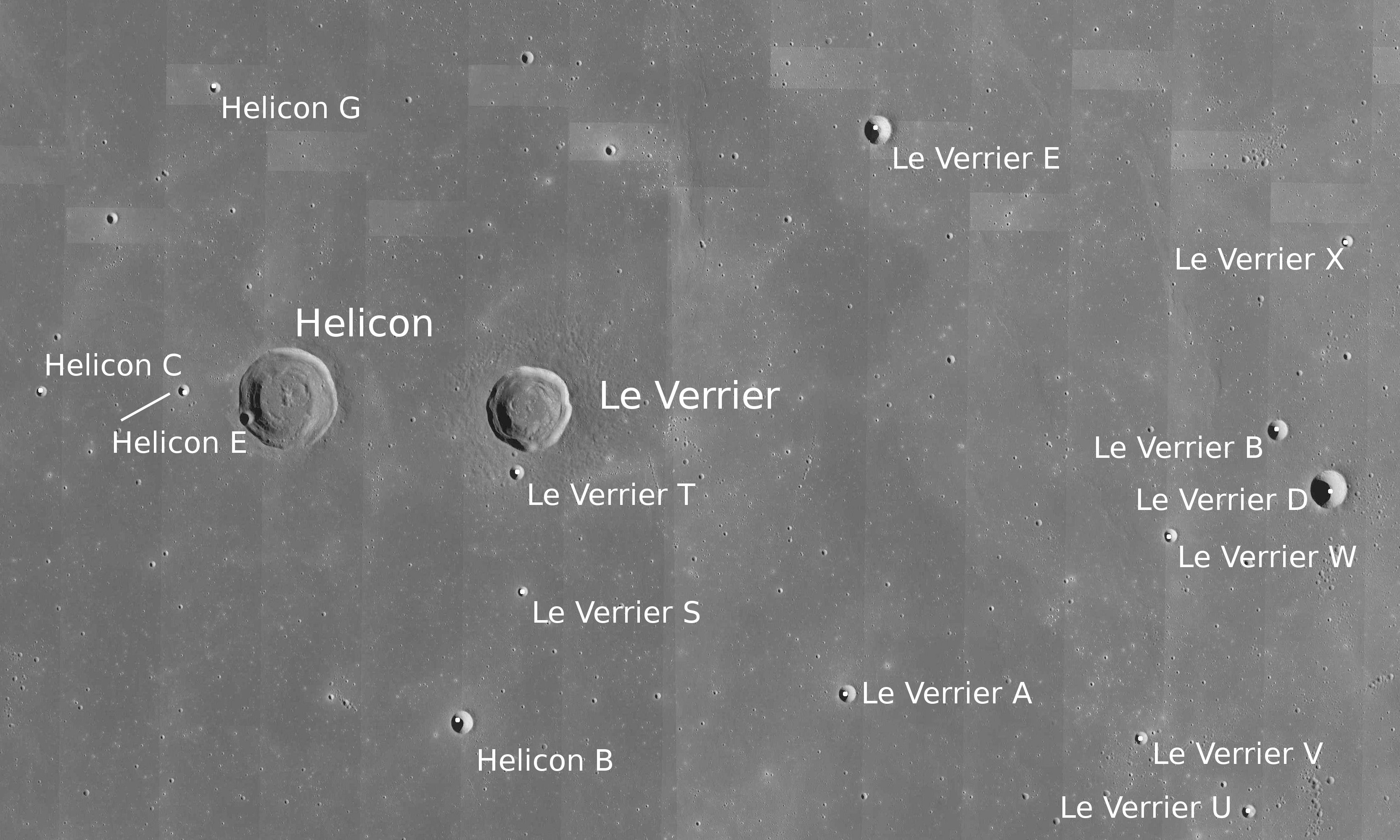
Снимок зонда Lunar Reconnaissance Orbiter.

| Леверье | Координаты                                            | Диаметр, км |
| ------- | ----------------------------------------------------- | ----------- |
| A       | 38°10′ с. ш. 17°19′ з. д. / 38,17° с. ш. 17,32° з. д. | 4,1         |
| B       | 40°11′ с. ш. 12°53′ з. д. / 40,19° с. ш. 12,88° з. д. | 4,8         |
| D       | 39°44′ с. ш. 12°21′ з. д. / 39,74° с. ш. 12,35° з. д. | 8,7         |
| E       | 42°25′ с. ш. 17°01′ з. д. / 42,42° с. ш. 17,01° з. д. | 6,5         |
| S       | 38°58′ с. ш. 20°40′ з. д. / 38,96° с. ш. 20,67° з. д. | 2,3         |
| T       | 39°52′ с. ш. 20°44′ з. д. / 39,87° с. ш. 20,74° з. д. | 3,5         |
| U       | 37°16′ с. ш. 13°11′ з. д. / 37,26° с. ш. 13,18° з. д. | 3,2         |
| V       | 37°50′ с. ш. 14°17′ з. д. / 37,83° с. ш. 14,29° з. д. | 3,2         |
| W       | 39°23′ с. ш. 13°59′ з. д. / 39,39° с. ш. 13,98° з. д. | 3,3         |
| X       | 41°36′ с. ш. 12°10′ з. д. / 41,6° с. ш. 12,16° з. д.  | 2,7         |

## Места посадок космических аппаратов
- 17 ноября 1970 года приблизительно в 280 км на западе от кратера в точке с координатами 38°14′16″ с. ш. 35°00′06″ з. д. / 38,2378° с. ш. 35,0017° з. д.G совершила посадку советская автоматическая межпланетная станция «Луна-17» доставившая в Море Дождей «Луноход-1».
- 14 декабря 2013 года приблизительно в 110 км на севере от кратера в точке с координатами 44°07′17″ с. ш. 19°30′42″ з. д. / 44,1214° с. ш. 19,5116° з. д.G совершила посадку китайская автоматическая межпланетная станция «Чанъэ-3», доставившая в Море Дождей луноход «Юйту».

## См.также
- Список кратеров на Луне
- Лунный кратер
- Морфологический каталог кратеров Луны
- Планетная номенклатура
- Селенография
- Минералогия Луны
- Геология Луны
- Поздняя тяжёлая бомбардировка